# Porcellana di San Pietroburgo

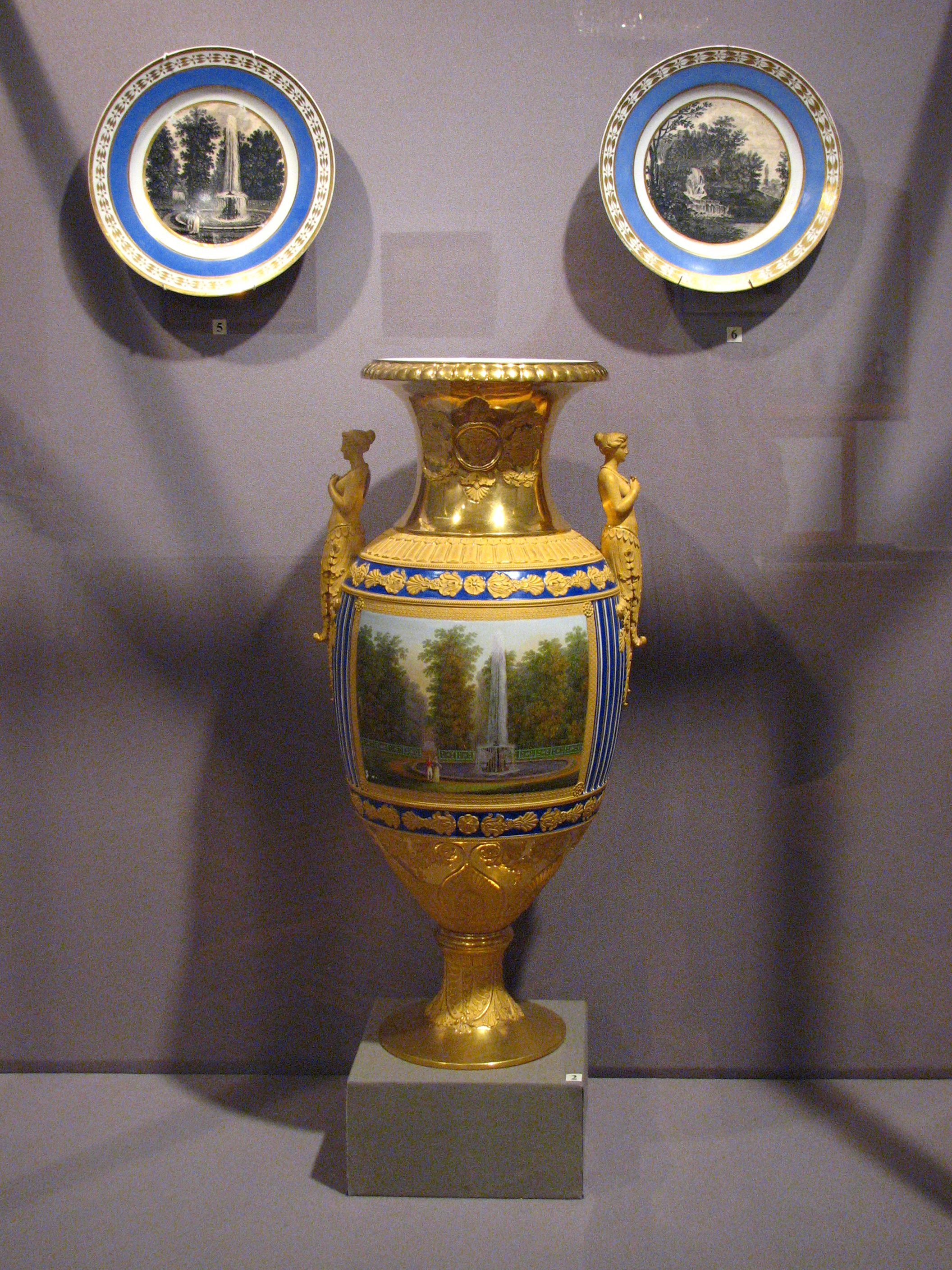
Opere della manifattura di San Pietroburgo. Il vaso al centro è decorato con l'immagine di una fontana dei giardini del Peterhof.

Con il nome di Porcellana di San Pietroburgo si individua il percorso storico compiuto dalla Fabbrica Imperiale di Porcellana (o Manifattura) (in russo Императорский Фарфоровый Завод?, Imperatorskii Farforovyi Zavod) dal 1744, anno della sua fondazione, fino a oggi. Gli inizi si devono a Dmitry Ivanovich Vinogradov che, obbedendo a un ordine dell'Imperatrice Elisabetta, dette vita alla fabbrica nella cittadina di Oranienbaum, nei pressi di San Pietroburgo. La manifattura è tuttora conosciuta da molte persone con il suo precedente nome di Fabbrica di porcellana di Lomonosov.

## L'epoca imperiale
La manifattura di porcellana venne creata per ordine dell'Imperatrice Elisabetta di Russia perché "fosse utile al commercio e all'arte locale". La manifattura produceva articoli riservati esclusivamente alla famiglia regnante dei Romanov e ai membri della corte imperiale di Russia.

### 1744-1762 Il periodo Vinogradov
La porcellana russa Vinogradov era di qualità simile alla porcellana di Sassonia, con una formula che utilizzava ingredienti tipici russi scelti ad imitazione della porcellana cinese. All'inizio dell'attività Dmitry Ivanovich Vinogradov, si avvalse della collaborazione dell'arcanista C. K. Hungler a cui successe J. G. Muller. I prodotti erano realizzati con decorazioni monocrome e piuttosto semplici mentre, verso la fine del periodo, avvicinandosi al gusto della manifattura di Sévres, i pezzi venivano decorati con raffinati dipinti in miniatura e ricche applicazioni in oro, realizzate prendendo la materia prima dalle monete d'oro presenti nella tesoreria imperiale.

### 1762-1801. Porcellane di Caterina. Porcellane del regno di Paolo I. Il primo classicismo

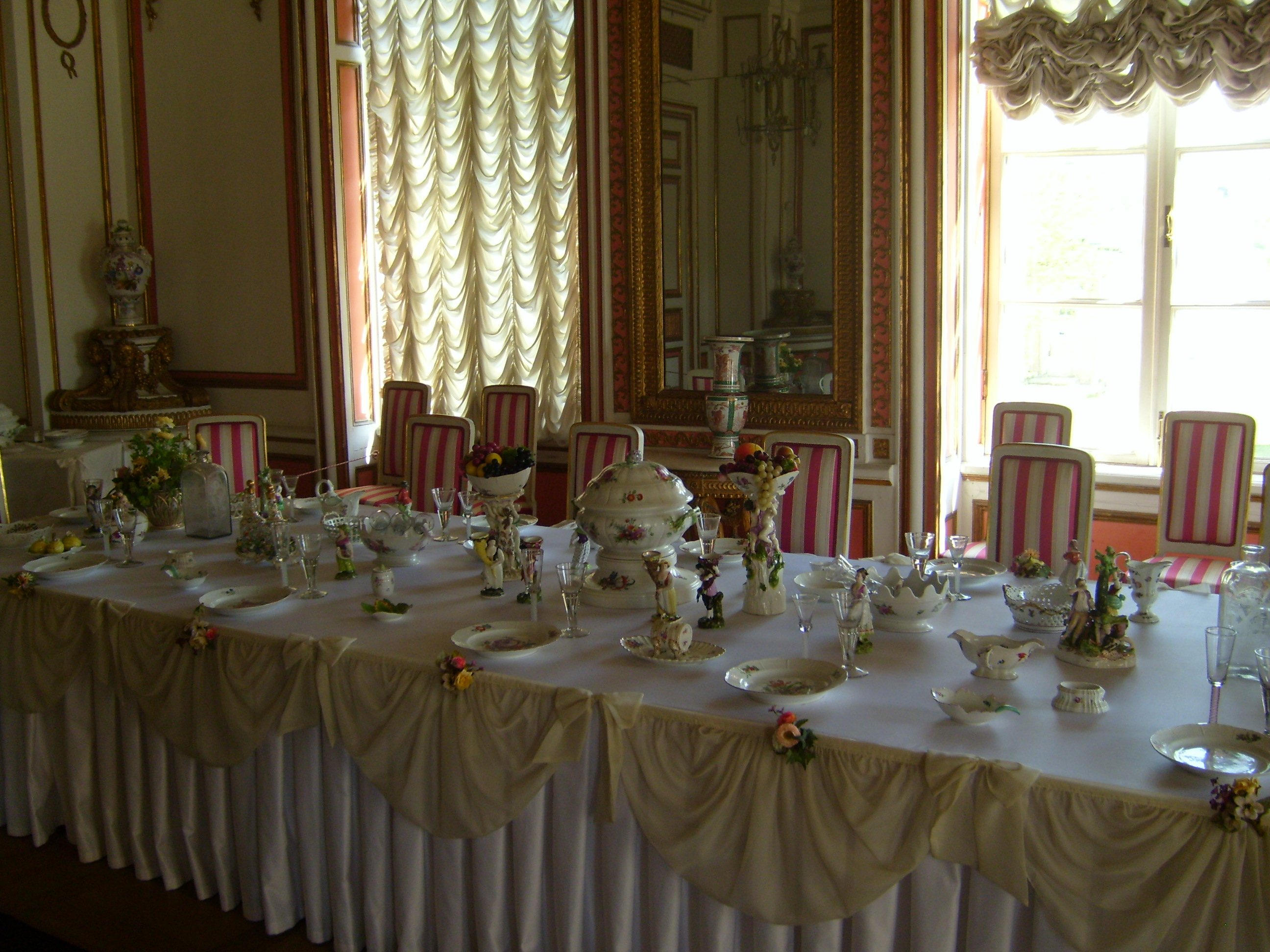
Servizio di porcellana esposto al palazzo di Kuskovo

L'Età dell'oro di Caterina - il regno di Caterina la Grande - fu un'epoca di grande prosperità per la porcellana russa. Nel 1765 la fabbrica venne ribattezzata Manifattura Imperiale di Porcellana (MIP).
Fin dall'inizio del regno di Caterina la MIP fu costretta a produrre solo pezzi di alta qualità e ad avere un'organizzazione in grado di portare profitti. La corte imperiale aveva un ingente bisogno di articoli di porcellana e le continue commesse da parte sua permisero alla MIP di mantenere degli standard elevatissimi nella propria costosa produzione.
Sotto il regno di Paolo I, dal 1796 al 1801, la porcellana russa interpretò pienamente la vasta iconografia neoclassica, rivisitando il classicismo, con decorazioni che mostrarono sempre più la crescente influenza dell'arte ellenistica e romana.

### Il XIX secolo. 1801-1825. Porcellana del regno di Alessandro. Classicismo e stile imperiale
In questo periodo vennero invitati a collaborare dei maestri della Berlin Koeniglische Porzellan Manufaktur e artisti della porcellana provenienti da Sèvres: la fornace venne sottoposta ad una ristrutturazione.
Nel 1806 entrò in vigore una legge restrittiva che vietava l'importazione di porcellana in Russia, fatto che provocò un aumento della concorrenza tra i produttori russi di tali manufatti. La linea produttiva della MIP venne divisa in due: da una parte una linea di pezzi estremamente costosi ma poco redditizi dedicata agli omaggi alla famiglia reale, dall'altra una linea di pezzi meno costosi che venivano venduti alla nobiltà russa.

### 1825-1894. Regni di Nicola I (1825-1855), Alessandro II (1855-1881) e Alessandro III (1881-1894)
Con l'inizio del regno di Nicola I la manifattura iniziò ad utilizzare caolino importato da Limoges. Vennero realizzate piastre e oggetti di porcellana di grandi dimensioni di rara perfezione. Venne inventato un nuovo metodo di doratura che consentiva alle dorature di restare brillanti e perfette anche dopo varie operazioni di pulizia: tale tecnica è successivamente andata perduta.
Nicola I entrò in prima persona nella gestione della MIP. I progetti di oggetti in porcellana venivano sottoposti al suo esame per ricevere l'approvazione. Nel 1844 venne fondato il museo interno della manifattura; più tardi venne creata anche una biblioteca con testi rari su arte, pittura e incisione.
Sotto il regno di Alessandro I la MIP lavorò solo con materie prime di importazione. Ai lavoratori della MIP venne concessa la libertà un anno prima dell'abolizione della schiavitù, ma molti di loro continuarono comunque a lavorare nella fabbrica.
Il numero di commesse da parte della Corte Imperiale iniziò a calare e i pezzi vennero prodotti principalmente sulla base di vecchi modelli. Dall'inizio del decennio del 1870 si smise di eseguire su vasi e oggetti le copie di famosi dipinti e anche i paesaggi vennero realizzati più raramente. Diventarono quindi prevalenti le decorazioni meramente ornamentali. La MIP iniziò a servirsi di colori a smalto e a decorare i propri pezzi con motivi pate-sur-pate.
Nel 1881 si iniziò a valutare l'idea di chiudere l'impresa, valutata inutile e non profittevole. In seguito si decise di affidare la MIP alla guida dell'Accademia Imperiale di Belle Arti, ma Alessandro III, il cui regno era appena iniziato, ordinò di creare le migliori condizioni possibili perché la MIP sviluppasse appieno le proprie tecnologie e i propri valori artistici, in modo che potesse portare il nome di Imperiale con piena dignità e potesse rappresentare un modello per tutte le manifatture di porcellana private.
Nel 1899 venne inventato il nuovo metodo di smaltatura sangue di bue. A partire dal 1892, con l'aiuto di esperti danesi  venne perfezionata la tecnica della sovrasmaltatura.  L'Imperatore aveva infatti sposato una principessa danese interessandosi così a questa particolare tecnica.

### 1894-1917. L'Art Noveau russa. Il regno di Nicola II
All'inizio del XX secolo la MIP era diventata una delle principali fabbriche di porcellana a livello europeo. I suoi prodotti erano famosi per la loro eccellente qualità, raggiunta grazie a un ottimo impasto ceramico e ad una linea di produzione all'avanguardia. L'impasto veniva tenuto in un sotterraneo per dieci anni prima di essere impiegato nella produzione.
Lo stile Art Nouveau esercitò la propria influenza sulle fogge degli oggetti prodotti dalla manifattura, che iniziò a produrre porcellane con forme bizzarre e decorate con immagini di piante stilizzate, sirene e altri disegni tipici dell'epoca. Ogni vaso aveva una sua forma unica.
Allo scoppio della prima guerra mondiale la MIP iniziò a produrre porcellana industriale a causa dell'interruzione delle importazioni di tale materiale dalla Germania. La produzione di pezzi di qualità scese fino ad attestarsi su numeri molto bassi: tali pezzi inoltre venivano tutti venduti in aste di beneficenza in favore degli ospedali del regno. L'unica produzione di quel tipo ancora effettuata su vasta scala fu quella di uova pasquali perché i soldati festeggiassero tale ricorrenza.
Dopo la rivoluzione d'ottobre del 1917 la MIP venne nazionalizzata e ribattezzata Fabbrica di Porcellana di Stato (FPS).

## Dopo la rivoluzione

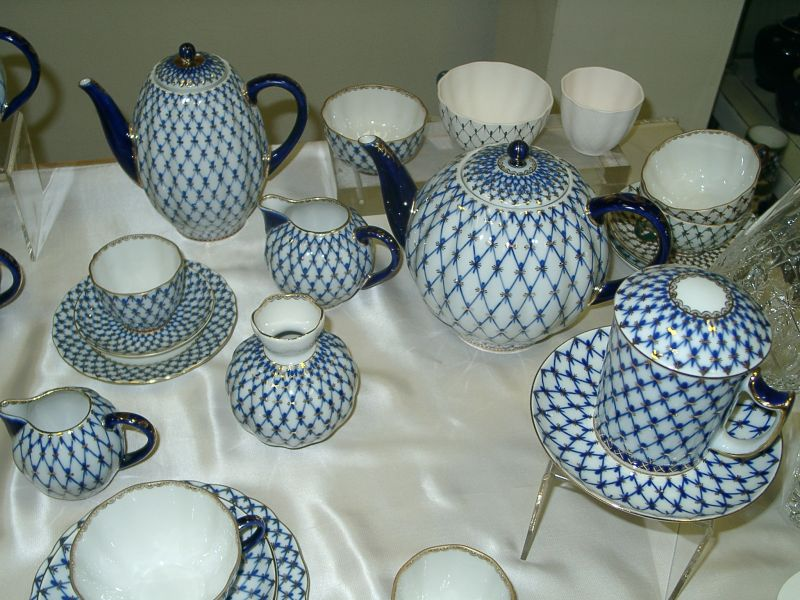
Il reticolo cobalto, lo stile più rappresentativo della porcellana di San Pietroburgo post-rivoluzione.

Durante i primi anni dell'Unione Sovietica la FPS produsse quelli che vengono definiti oggetti di propaganda, che potevano andare dai piatti celebrativi alla statuine dei membri dell'élite del partito.
Nel 1925 in occasione del bicentenario dell'Accademia russa delle Scienze alla fabbrica venne aggiunto il nome del suo fondatore, Michail Vasil'evič Lomonosov. Diventò così la Fabbrica di Porcellana di Leningrado Lomonosov (Leningradski Farforovyi Zavod imeni M.V. Lomonosova). La fabbrica così ribattezzata produceva oggetti di vari tipi, tra cui statuine collezionabili di animali e servizi da pranzo.
Il suo stile di decorazione più noto, quello a reticolo cobalto, era ispirato a quello di un servizio che era stato realizzato per Caterina la Grande. La decorazione, dipinta a mano, è una combinazione di linee intersecanti color blu cobalto ai cui incroci si trovano delle gocce rovesciate sempre cobalto e fregi realizzati con oro a 22 carati.

## L'era post-sovietica
Nel 1993 la manifattura tornò ad essere un'azienda privata con il nome di Fabbrica di Porcellana Lomonosov. Iniziò quindi ad esportare i propri prodotti in paesi in cui fino a quel momento non era conosciuta, come gli Stati Uniti e il Giappone.
Nel 1999 la Kohlberg Kravis Roberts, un fondo d'investimenti privato statunitense acquistò una quota dell'azienda tale da garantirle il controllo della stessa. Il fatto diede il via ad una lunga battaglia legale terminata con la vittoria degli investitori statunitensi. Nel 2002 la KKR vendette le sue quote della fabbrica a Nikolai Tsvetkov, presidente della Nikoil, che l'acquistò come regalo per la moglie in occasione della Festa della donna di quell'anno.

## Il ritorno alla vecchia denominazione
Il 29 maggio 2005 gli azionisti della Fabbrica di Porcellana Lomonosov hanno deciso di ritornare ad usare il vecchio nome di epoca pre-sovietica, ovvero Manifattura Imperiale di Porcellana.
Recentemente la MIP ha iniziato a produrre copie fatte a mano di pezzi di epoca imperiale esposti nella collezione del Museo dell'Ermitage. Tra questi servizi da pranzo, piatti da collezione, vasi, statuine della famosa serie dei personaggi russi e altri oggetti scelti tra la produzione storica dal 1744 in avanti.